# Stadsparken, Örebro

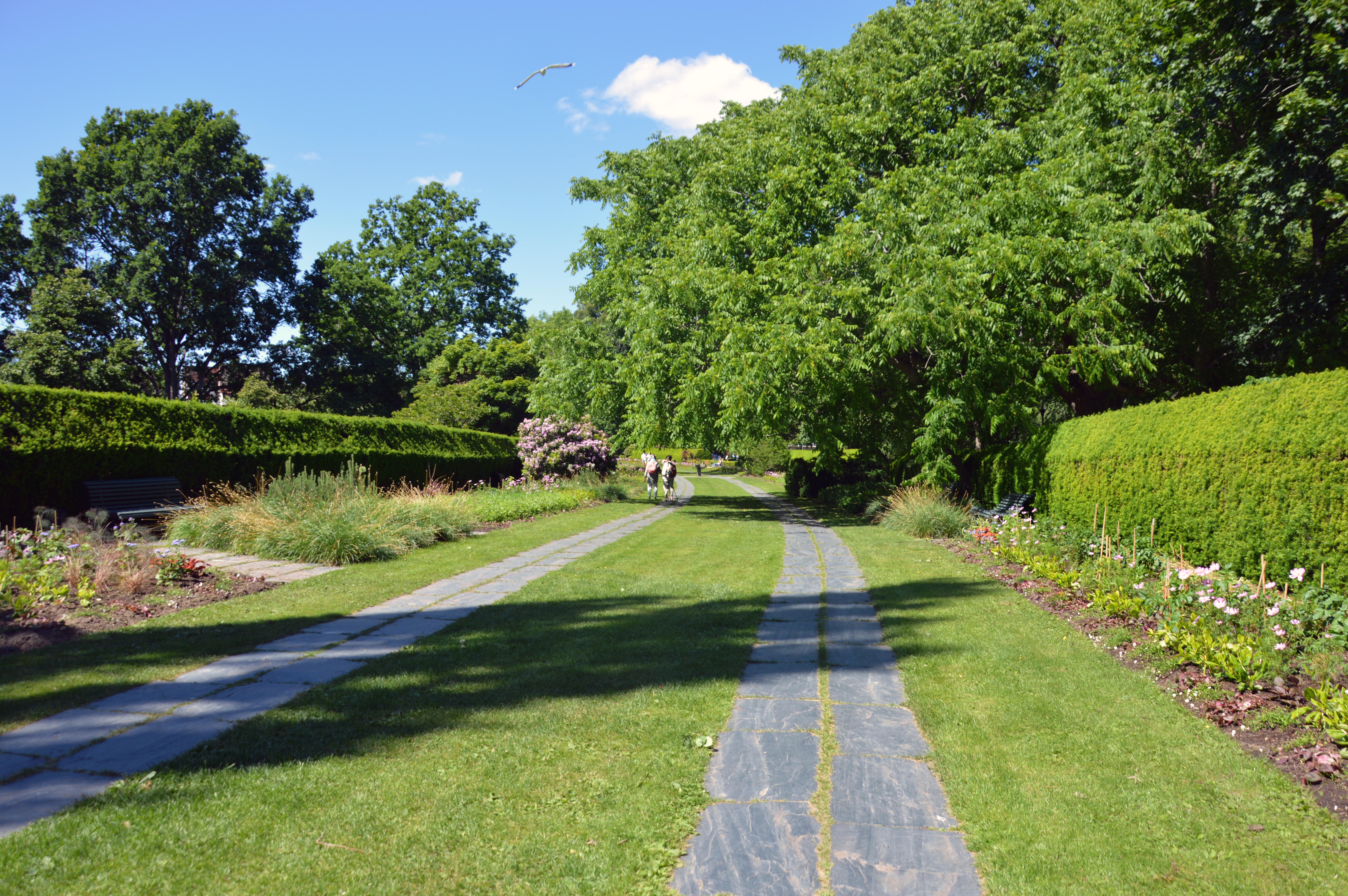
Stadsparken 2022

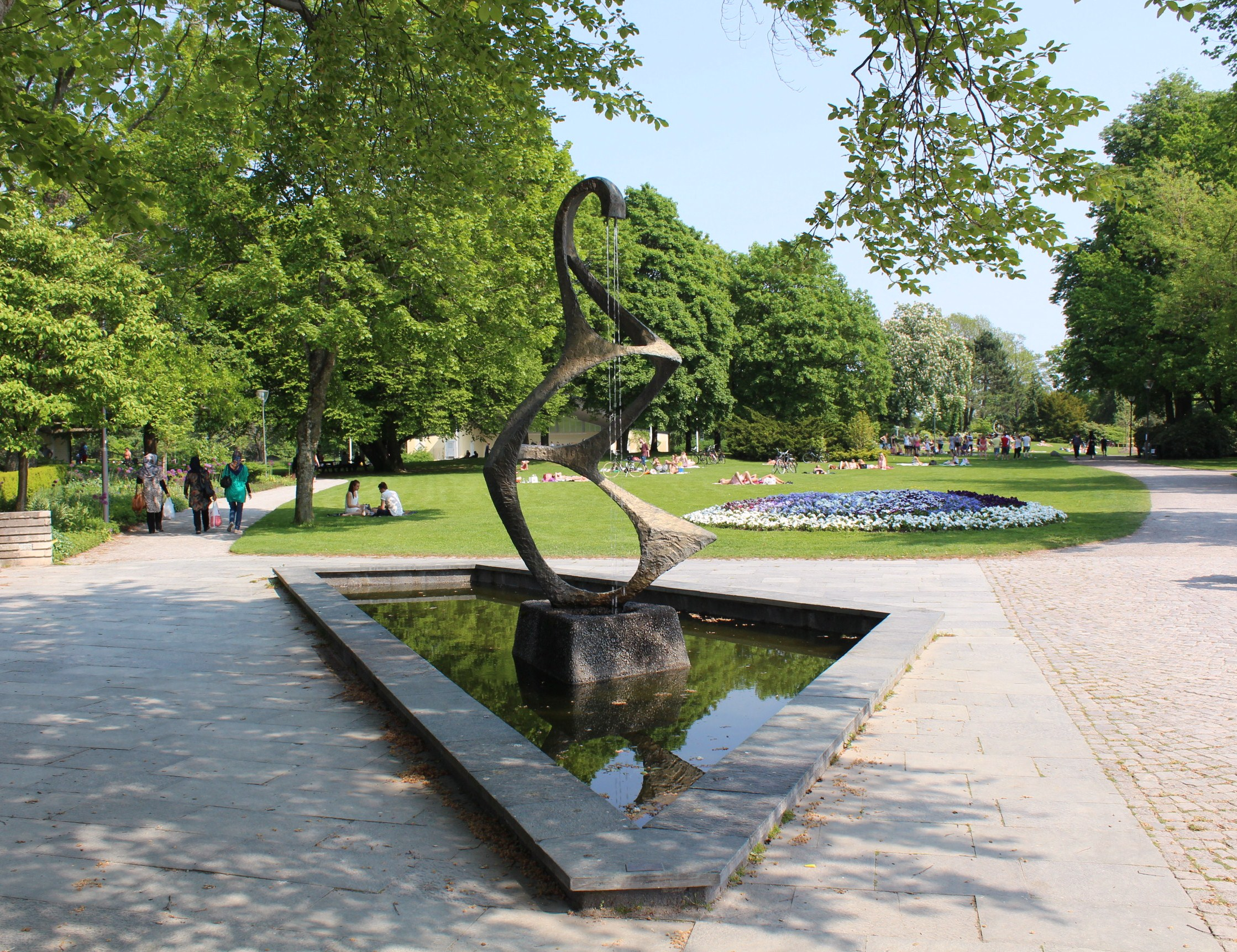
Stadsparken 2014

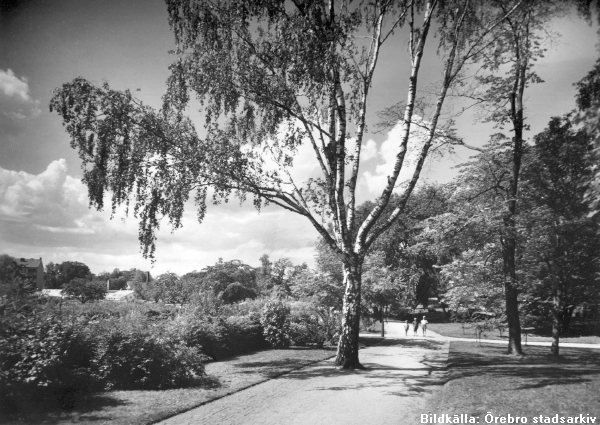
Stadsparken Örebro år 1940

Örebro Stadspark är en park intill Svartån i Örebro. Initiativ till parken togs av auditör Mats Evald Bäckström, som år 1862 bildade "Trädplanterings- och Trädgårdsföreningen i Örebro". År 1863 inköptes det område där parken idag ligger. Året därpå anställdes en trädgårdsmästare, och ytterligare ett år senare påbörjades växrplantering. Parken är cirka åtta hektar stor och fick sin nuvarande utformning 1933 efter förslag av stadsarkitekten Georg Arn. År 1971 övertog kommunen ansvaret från de tidigare ägarna.
I Stadsparken finns en stor lekplats för barn med tillhörande plaskdamm samt en scen för utomhusuppträdanden. Där finns även tennisbanor som sköts av Örebro Tennisklubb.
I Stadsparkens östra ände ligger friluftsmuseet Wadköping. Sommartid kan man med roddfärjan Wiktoria komma över till Stora Holmen, där det finns ytterligare attraktioner för barn.
Örebro Stadspark utsågs 23 augusti 2004 till Sveriges vackraste park.

## Stadsträdgården

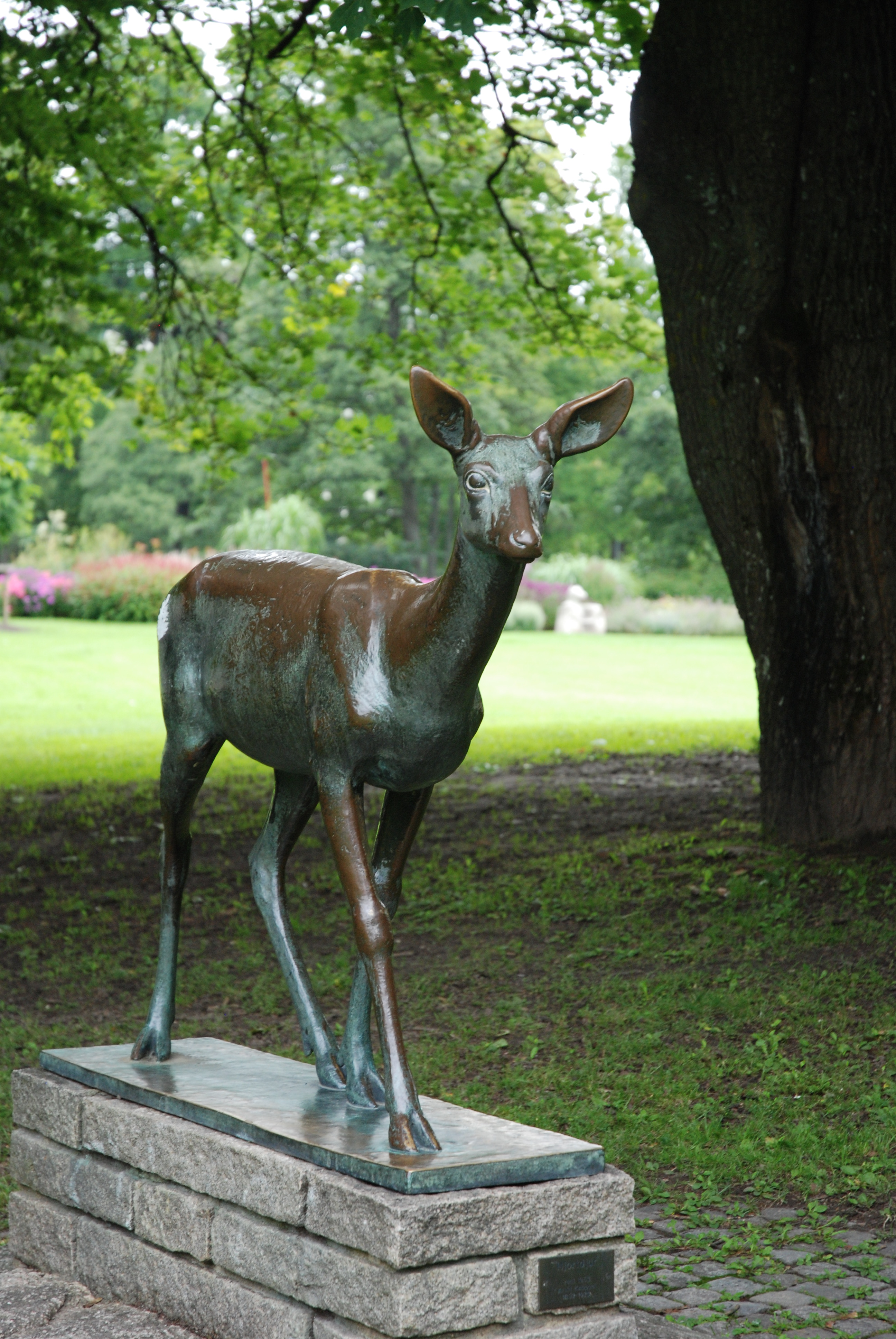
Hjortdjur av Arvid Knöppel

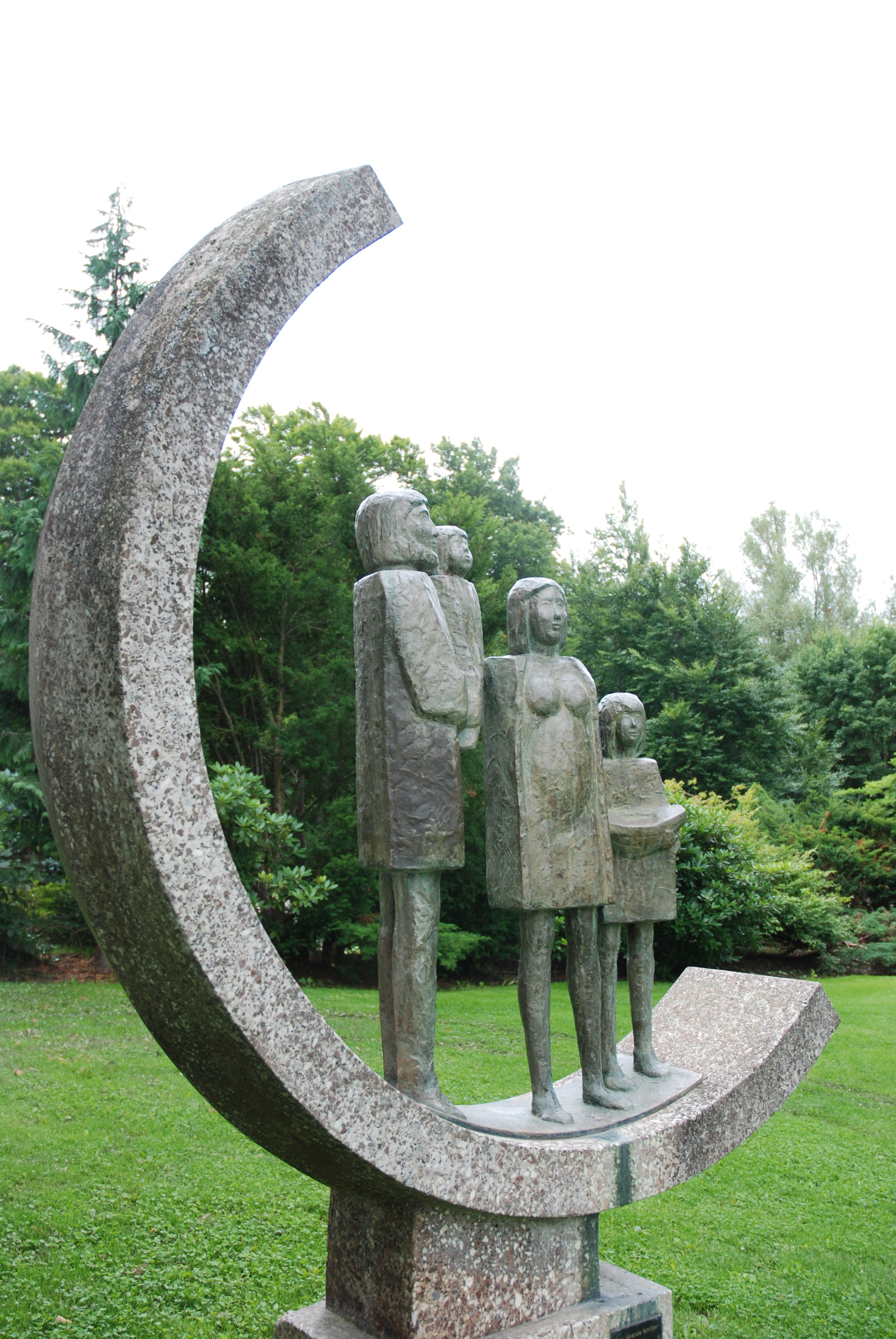
Den växande familjen av Bertil Bagare-Kindgren

I Stadsträdgården finns det flera intressanta avdelningar för trädgårdsälskare, såsom Blomstergården, Rosengården, Magnolialunden, Rhododendronparken och Örtagården. Det finns växthus, som började byggas 1871, och i ett av växthusen finns numera kafé och restaurang. Det finns också en ekologisk butik med livsmedel, kläder och andra produkter, Kvinnerstaskolans växthus, utställningslokal, konferensutrymmen, ekologiska odlingar och visningsanläggningar.

## Konst i Stadsparken
- Hjortdjur, brons, 1953, av Arvid Knöppel
- Ung pojke, brons 1958, av Lennart Källström
- Resonans, koppar och brons, 1958, av Arne Jones
- Den växande familjen, brons och betong, 1974, av Bertil Bagare-Kindgren
- Vändkorsfågel, brons, 1974, av Lars Spaak
- Lyssnande lodjur, brons, 1979, av Georg Ganmar
- Minnesmärke över skalden Jeremias i Tröstlösa, brons, 1982 ursprungligen i Brunnsparken, Örebro (sedan 2008 i Wadköping), av Lenny Clarhäll
- Balans, brons, 1985, av Richard Brixel
- Rävarnas Picknick, gjutjärn, 1991, av Lillan Kullgren
- Nallefåtölj, ekebergsmarmor, 1993, av Karin Johansson
- Profilen Bergman, stål, 1993, av Göran Danielsson

- Liten kerub, brons, 1997, av Anna Molander
- Cajsa Warg, brons, 1997, av Kajsa Mattas
- Romeo och Julia, brons, 2000, av Erik Grate
- Fönster mot havet, glas och stål, 2002, av Kjell Engman (verket är inte längre kvar på grund av upprepad skadegörelse)
- Silversurfaren, aluminium, 2006, av Urban Engström
- Inträdet, av en gammal alm, 2008, av Torbjörn Lindgren
- Lövkoja, betong och brända stengodsplattor, 2011, av Kerstin Hörnlund
- Kultvagnen, gjutjärn, 2015, av Göran Hägg
- Upplyst, brons och glas, 2018, av Birgitta Muhr
- Vattendraget, vattenkonst, av Helge Lundström (i Stadsträdgården).